# Wierzeje
Wierzeje – dawna wieś, od 1953 w granicach miasta Piotrków Trybunalski. Leży we wschodniej części miasta, wzdłuż ulicy Wierzeje, po wschodniej stronie jeziora Bugaj, na północ od wschodniej obwodnicy Piotrkowa.
Zabudowa osiedla to głównie domy jednorodzinne. Ze względu na chronologię zabudowania, osiedle można podzielić na dwie części: starą południową (zabudowa z lat 1970–1990, oraz nową północno-wschodnią zabudowaną po 1990 roku).
Znajduje się tu m.in. parafia pw. Świętego Alberta Chmielowskiego, zakon braci szkolnych oraz kąpielisko „Słoneczko”.

## Historia
Dawniej samodzielna wieś, od 1867 w gminie Uszczyn w powiecie piotrkowskim w guberni piotrkowskiej. Od 1919 w woj. łódzkim. Tam 19 października 1933 utworzono gromadę o nazwie Wierzeje w gminie Uszczyn, składającej się ze wsi Wierzeje, osady młynarskiej Kleszcz i gajówki Uszczyn.
Podczas II wojny światowej Wierzeje włączono do Generalnego Gubernatorstwa (dystrykt radomski, powiat Petrikau), nadal w gminie Uszczyn. W 1943 roku liczba mieszkańców wynosiła 308.
Po wojnie ponownie w województwie łódzkim i powiecie piotrkowskim, jako jedna z 13 gromad gminy Uszczyn. 
12 września 1953 Wierzeje wyłączono z gminy Uszczyn, włączając je do Piotrkowa Trybunalskiego.